# Pfaffendorfer Brücke

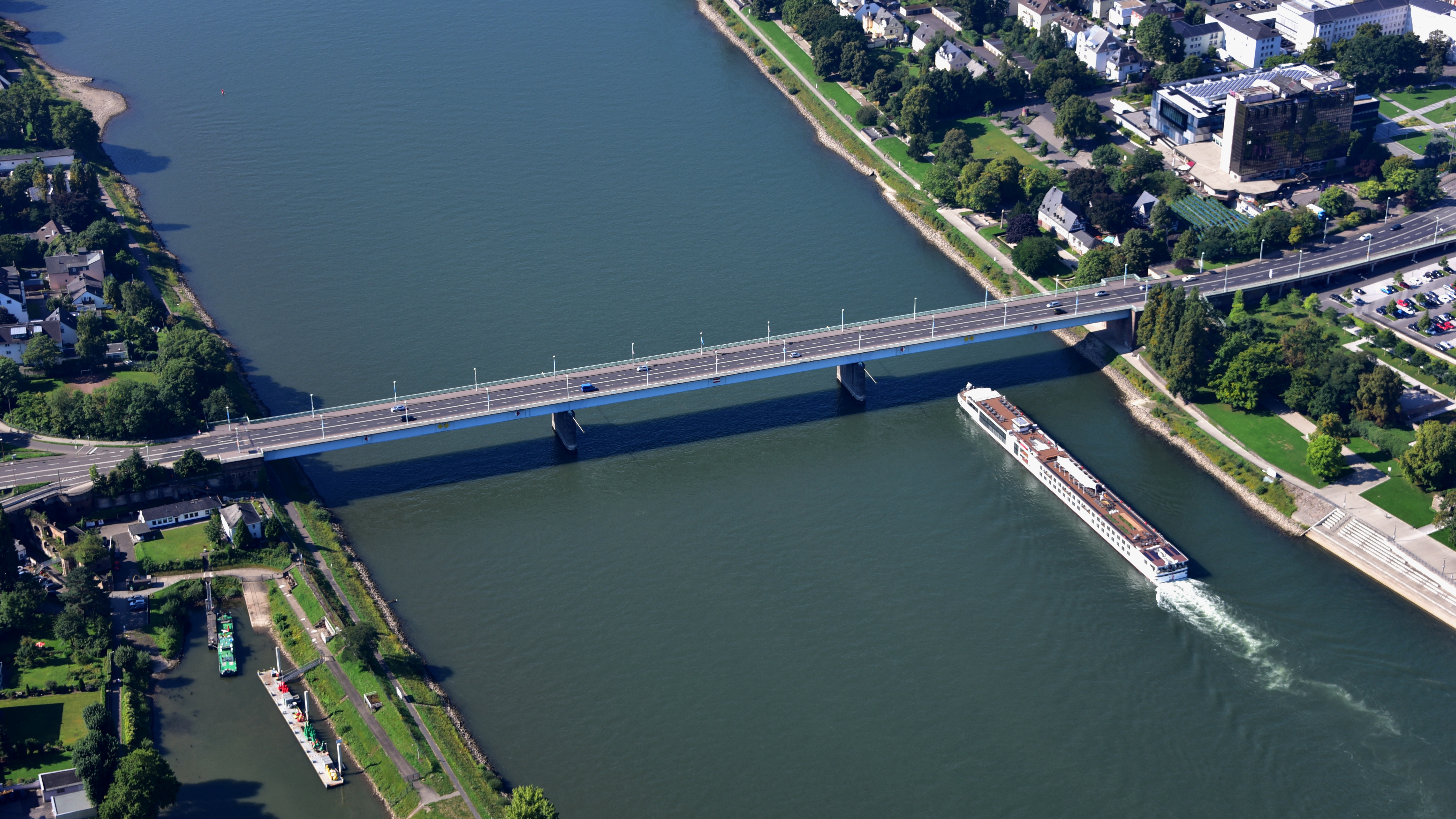
Pfaffendorfer Brücke, Luftaufnahme (2017)

Die Pfaffendorfer Brücke ist die älteste Brücke über den Rhein in Koblenz. Sie ermöglicht die Rheinüberquerung der B 49 und verbindet die Innenstadt mit den Stadtteilen Pfaffendorf und Ehrenbreitstein. Eine erste Rheinbrücke wurde hier im Jahre 1864 für die Eisenbahn fertiggestellt. Nach dem Umbau zur Straßenbrücke 1934 und der Kriegszerstörung 1945 stammt der heutige Brückenbau aus dem Jahr 1953. Aufgrund von Brückenschäden erfolgt ab Sommer 2021 ein kompletter Neubau der Rheinquerung.

## Geschichte

### Eisenbahnbrücke

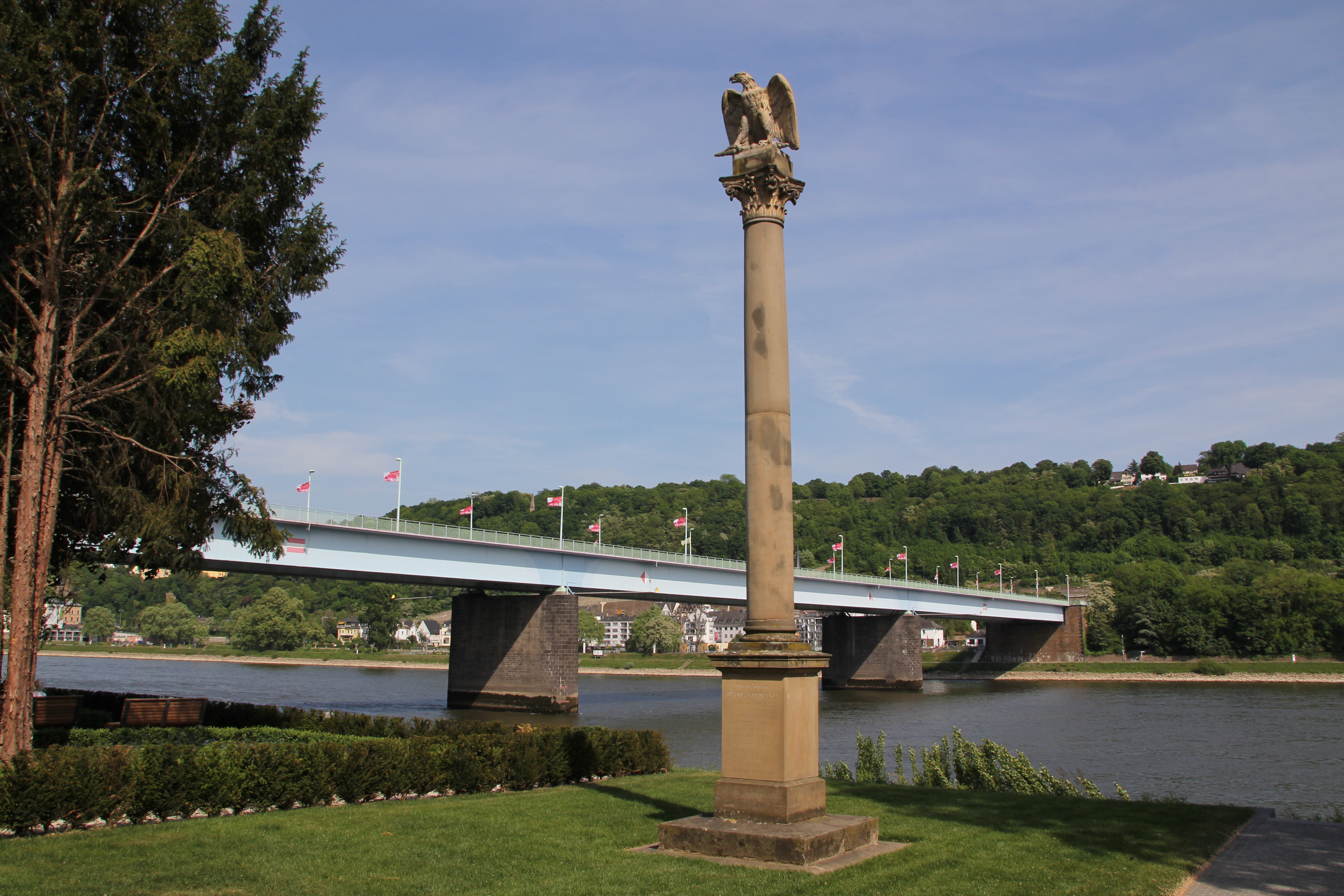
Das Brückenmonument in den Rheinanlagen mit der Pfaffendorfer Brücke dahinter 2011

Eine Säule in den Rheinanlagen (gegenüber dem Weindorf) erinnert noch heute an den ersten Bau der Coblenzer Rheinbrücke, so ihr damaliger Name, in den Jahren 1862 bis 1864. Die Inschrift auf der Vorderseite der Säule nennt den Tag der Grundsteinlegung unter der Regierung König Wilhelms I., den 11. November 1862 und den Tag der Einweihung, den 9. Mai 1864. Eine anlässlich der Einweihung in einen der Brückenpfeiler eingemauerte Urkunde tauchte 2015 überraschend in Frankreich wieder auf, vermutlich war sie nach dem Zweiten Weltkrieg von einem französischen Soldaten aus den Trümmern der Brücke geborgen worden; sie befindet sich heute im Stadtarchiv Koblenz.
Die erste feste Rheinbrücke nach der Römerbrücke (49 n. Chr.) in Koblenz wurde nach Plänen des Eisenbahningenieurs Emil Hermann Hartwich im Auftrag der Rheinischen Eisenbahngesellschaft errichtet. Sie war zunächst eine reine Eisenbahnbrücke, über die die Züge bis Niederlahnstein fuhren. Von hier bestand seit 1864 ein Anschluss nach Oberlahnstein zur Nassauischen Rheinbahn. Sie verband somit das Netz der linken mit dem bis dahin gebauten südlichen Abschnitt der rechten Rheinstrecke. Mit drei Bögen aus Schmiedeeisen-Konstruktion, jeder Bogen 97 m lang, überspannte sie den Rhein. Die Höhe der Bögen betrug 3,14 m. Die Bogenstücke überragten hoch die Fahrbahn. Die architektonische Gestaltung der jeweils zwei 10 m hohen Festungstürme erfolgte durch Johann Heinrich Strack. Diese riegelten die beiden Enden der Brücke ab, waren mit eisernen Toren versehen und konnten geschlossen werden. Zusätzlich wurde der rechtsrheinische Anschluss noch durch die 1864–1867 entstandene Horchheimer Torbefestigung mit einer Verbindung zum Ehrenbreitsteiner Hafen gesichert. Die Brücke wurde von Zeitgenossen als „schönste Eisenbrücke Deutschlands“ bezeichnet. Ihre Konstruktion stand später Modell für die 1873 fertiggestellte Duisburg-Hochfelder Eisenbahnbrücke.
Dem Brückenbau waren verkehrspolitische Verhandlungen zwischen Preußen und dem Herzogtum Nassau vorangegangen. Preußen wünschte neben der bestehenden Bahnlinie am linken Rheinufer eine weitere im rechtsrheinischen Hinterland, die im Fall eines Krieges mit Frankreich nicht so schnell durch gegnerische Vorstöße unterbrochen worden wäre. Nassau befürwortete dagegen eine Linie unmittelbar am rechten Rheinufer. Auf der anderen Seite suchte Nassau nach einer Möglichkeit, sein Eisenbahnnetz mit der Strecke am linken Rheinufer zu verbinden. Die Einigung zog 1857 die nassauische Konzession für die Lahntalbahn vom preußischen Wetzlar durch nassauisches Gebiet nach Koblenz auf der einen Seite und auf der anderen den Bau der Pfaffendorfer Brücke nach sich. Während der Bauzeit der Pfaffendorfer Brücke wurde als Zwischenlösung zur vorzeitigen Verbindung der linken mit der rechten Rheinstrecke das Trajekt Stolzenfels–Oberlahnstein eingesetzt.
Nach dem Deutschen Krieg von 1866 wurde das Herzogtum Nassau von Preußen annektiert. Nun wurde die rechte Rheinstrecke weiter nach Norden über Ehrenbreitstein bis nach Deutz verlängert. Dies erforderte eine Abzweigung von der Pfaffendorfer Brücke nach Norden. Dazu wurde 1869 ein gebogener Viadukt angelegt, der die Horchheimer Torbefestigung durchschnitt.
Ursprünglich war die Pfaffendorfer Brücke nicht für den Fahr- und Fußgängerverkehr freigegeben, doch konnte bereits ab 1865 für Stunden, in denen keine Züge verkehrten, die südliche Seite für den allgemeinen Verkehr genutzt werden. Erst mit dem Bau der Horchheimer Eisenbahnbrücke im Jahr 1879 wurde die Südseite ganz dem allgemeinen Verkehr überlassen.
Im Jahre 1899 wurde die Brücke ganz der Coblenzer Straßenbahn-Gesellschaft überlassen, die damit die Gelegenheit erhielt, ihr Verkehrsnetz auf der rechten Rheinseite auszubauen. Die letzten Eisenbahnzüge überquerten die Pfaffendorfer Brücke zu Beginn des Ersten Weltkrieges im August 1914.

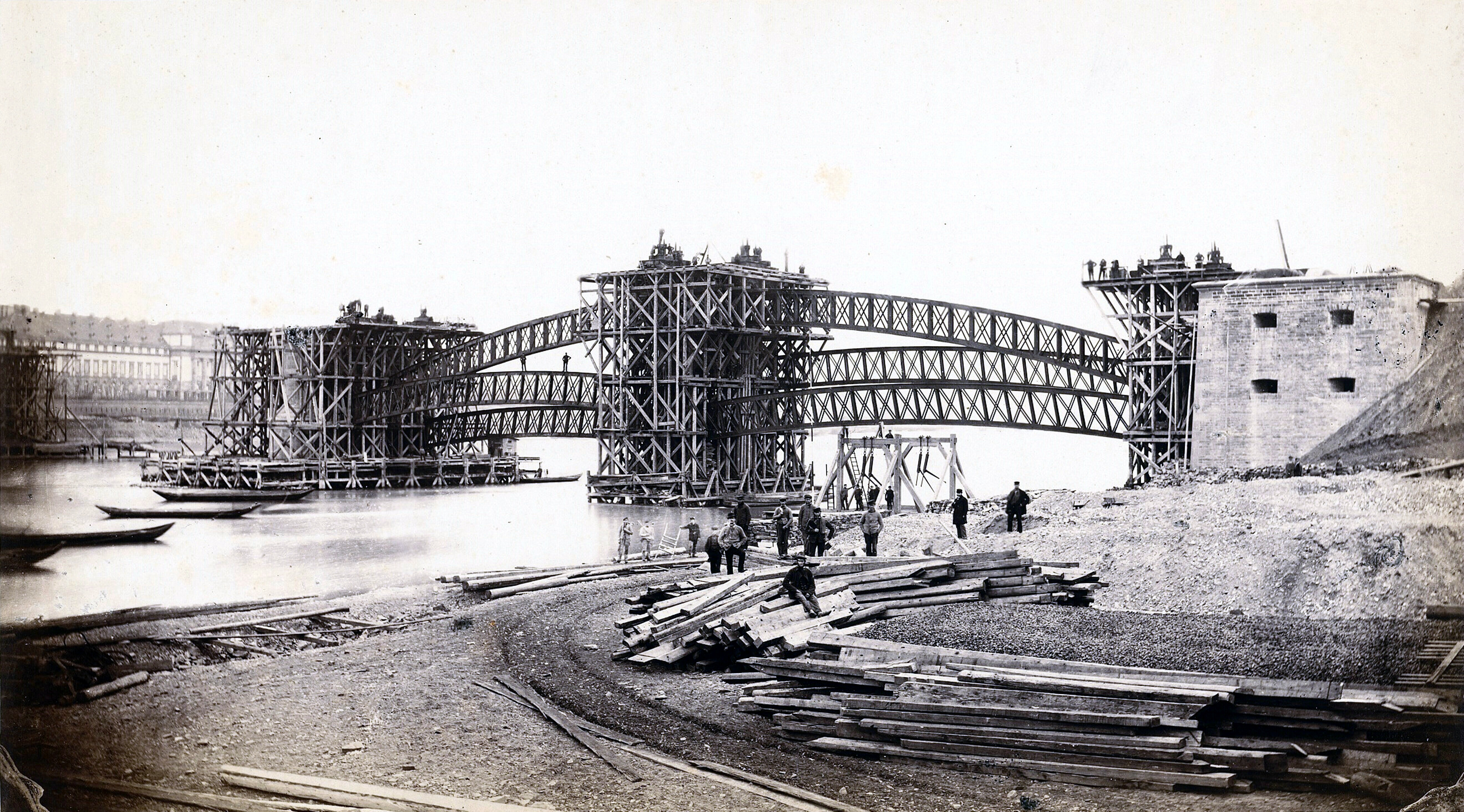
Bau der Pfaffendorfer Brücke um 1863
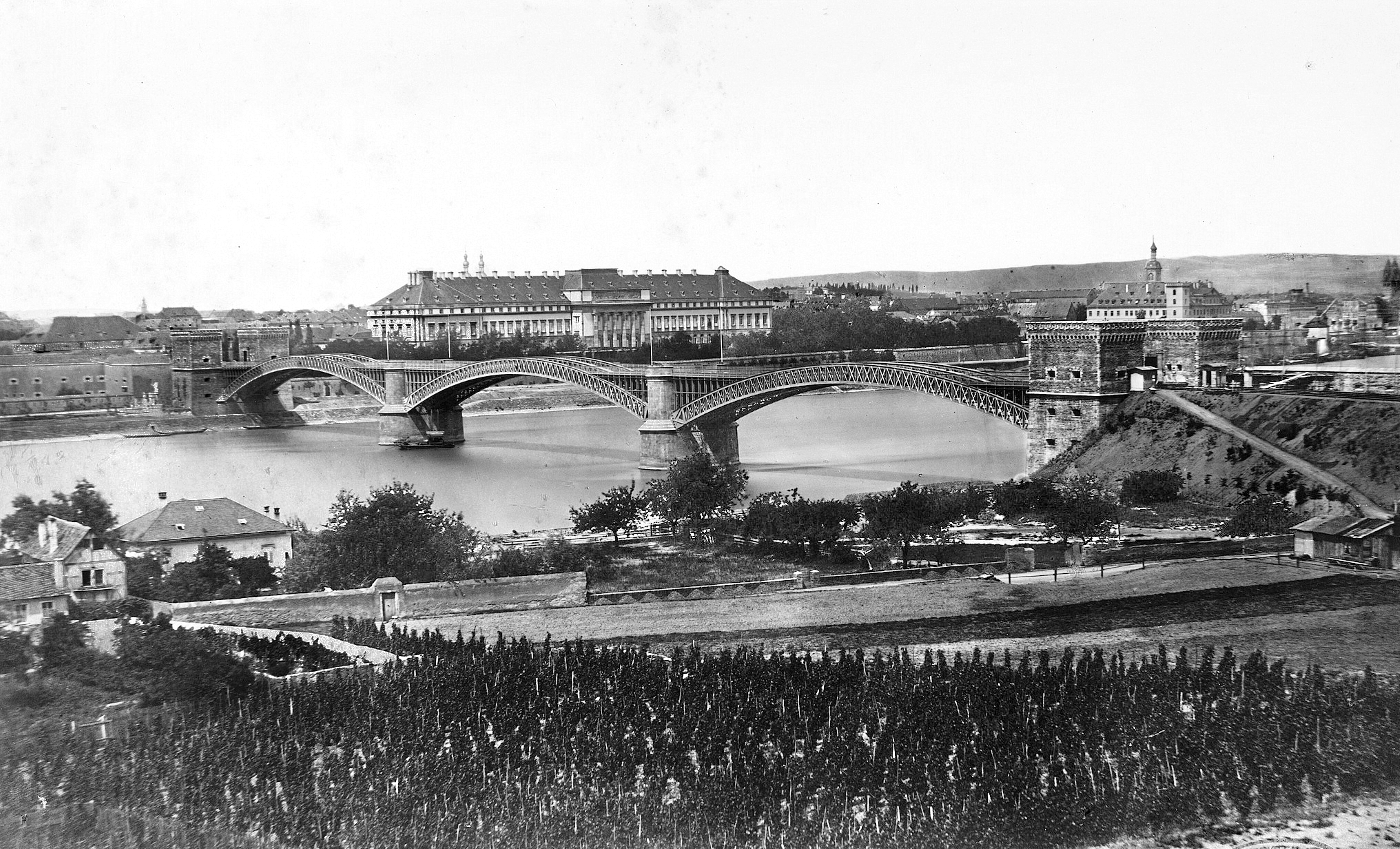
Die Pfaffendorfer Brücke 1865
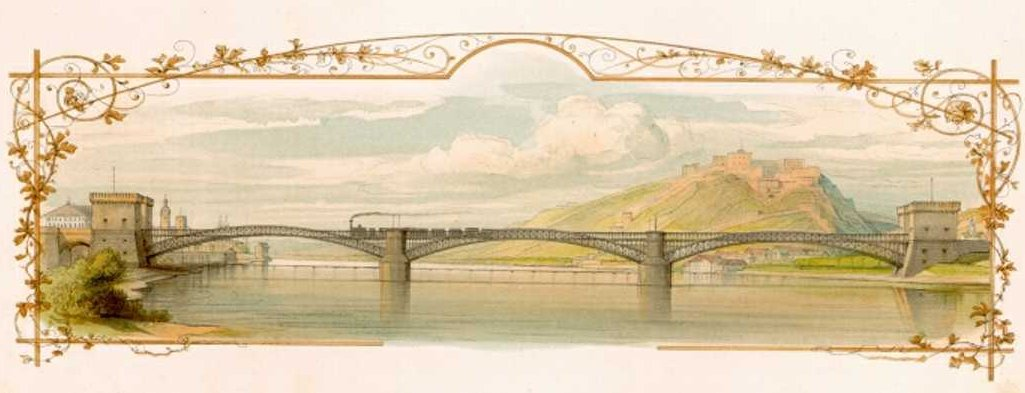
Die Eisenbahnbrücke in einer Illustration von Caspar Scheuren (1866)
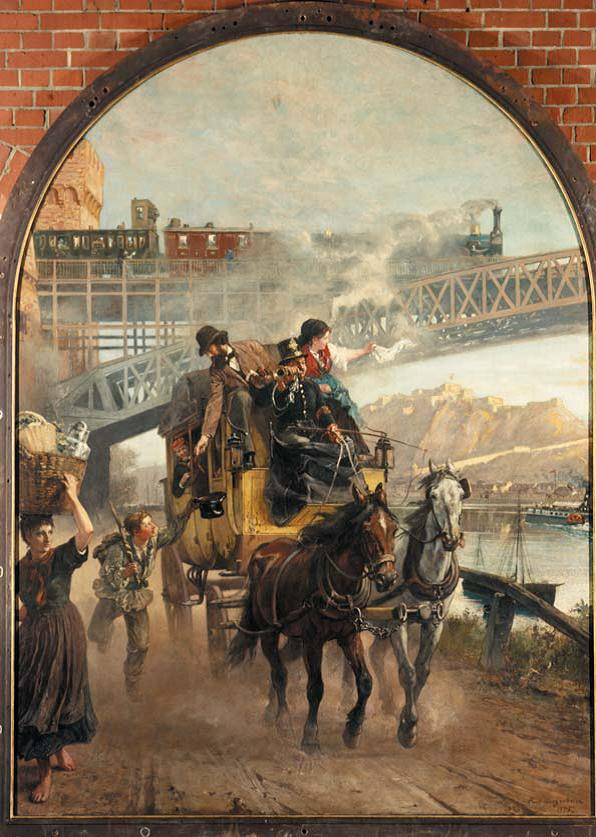
Gemälde von Paul Meyerheim (1873/1876)
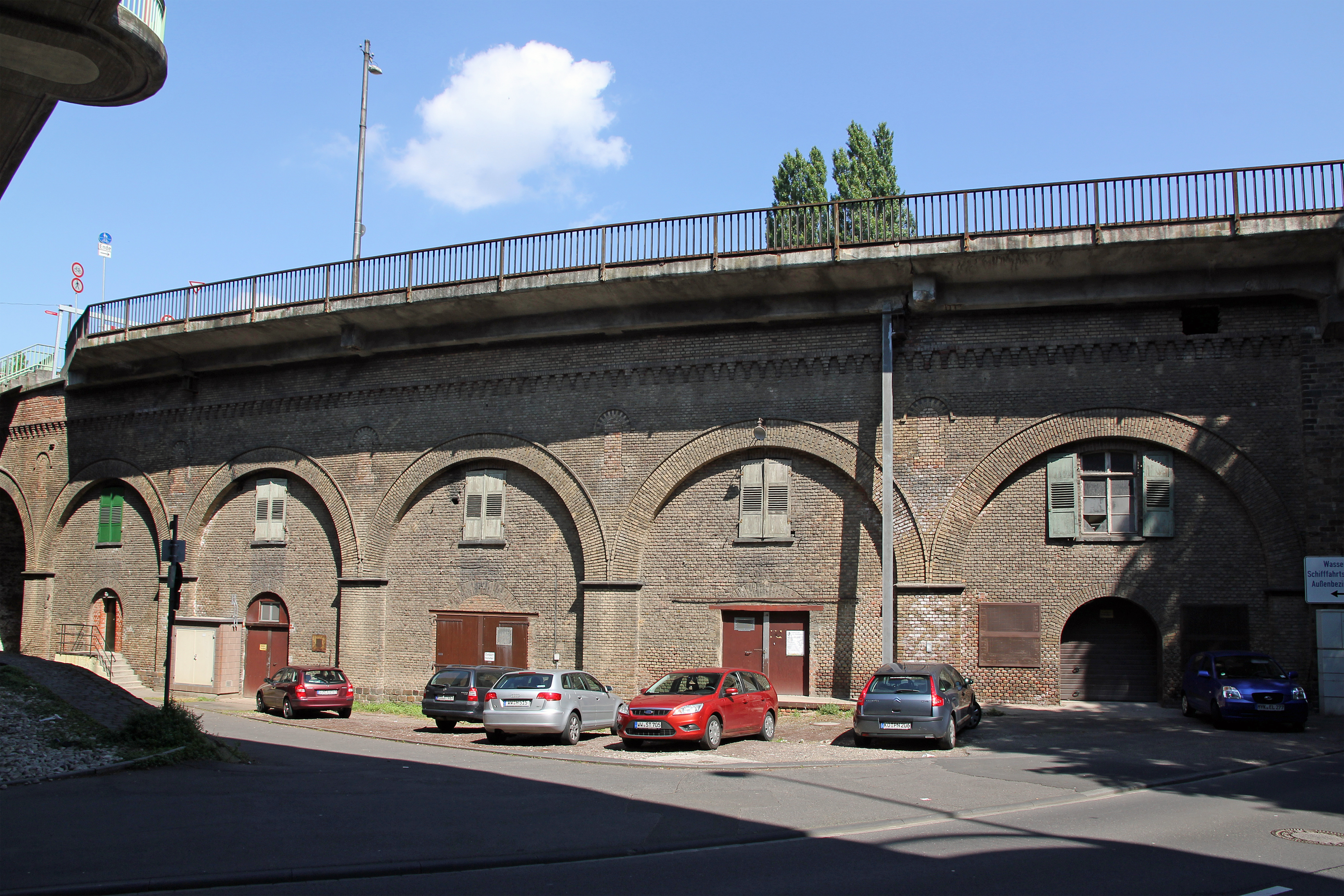
Der ehemalige Eisenbahnviadukt (heute Nordzufahrt) auf der Pfaffendorfer Seite

### Umbau zur Straßenbrücke
Im Jahre 1932 nahm die Stadt Koblenz die Pfaffendorfer Brücke in Besitz und beschloss einen Umbau der Brücke, der sich fast zu einem Neubau gestaltete. Die umgebaute Straßenbrücke wurde 1934 fertiggestellt. Mit vier Fahrspuren und zwei Fußgängerwegen erreichte sie eine Gesamtbreite von 16 m. Die Brückentürme wurden abgerissen, an der Städtischen Festhalle erhielt sie eine neue Zufahrtsrampe, wobei ein Teil der Rheinanschlusskaserne überbaut wurde. Auf dem rechten Rheinufer legte man über die Gewölbe der alten Eisenbahnrampe eine Betonplatte als Fahrbahn, neben der Abfahrtsrampe wurde noch eine Zufahrt über die Eisenbahnlinie zur Umgehungsstraße Ehrenbreitstein–Lahnstein (heute B 42) errichtet.

### Kriegszerstörung und Neubau

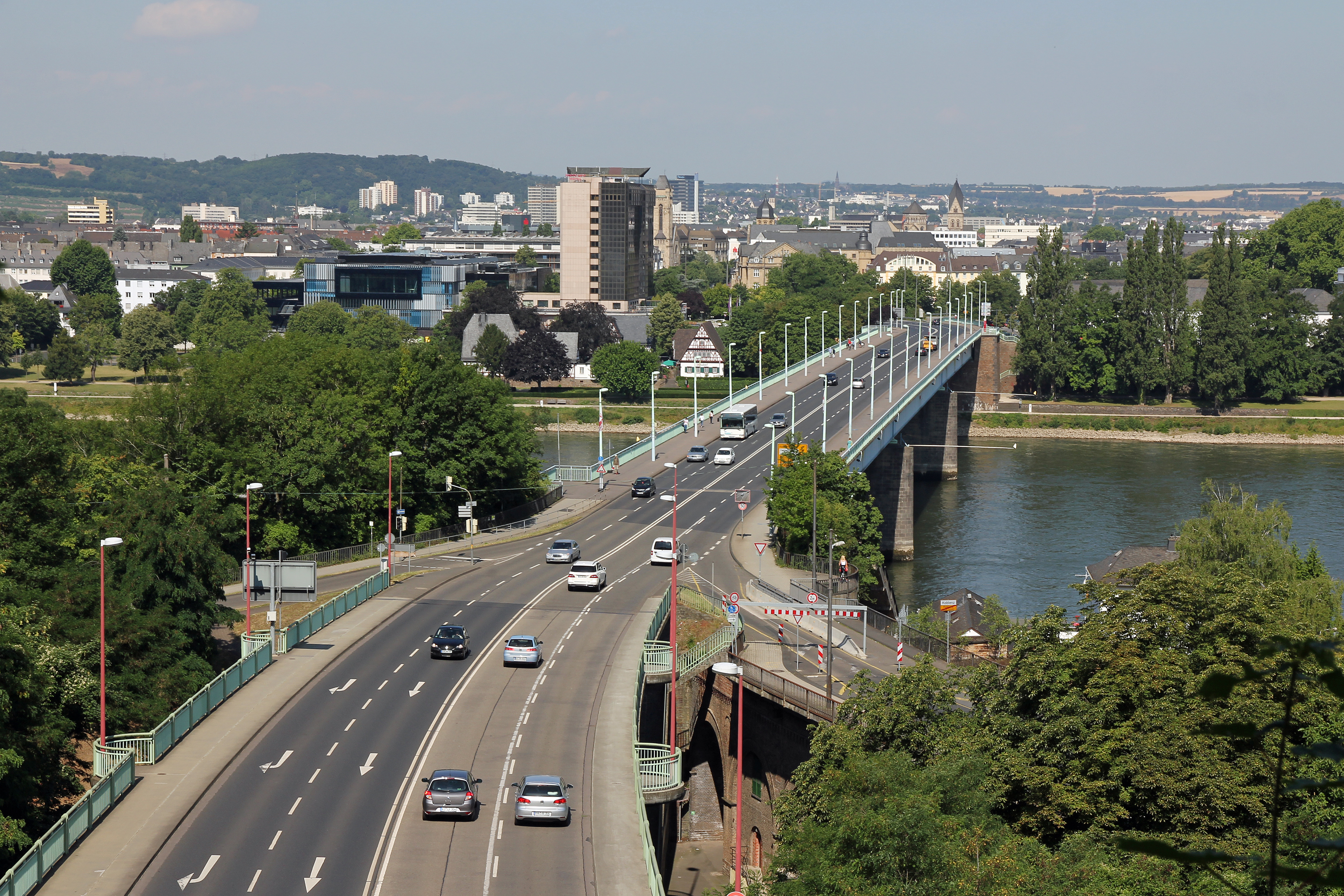
Blick von der Einfahrt des Glockenbergtunnels auf die Pfaffendorfer Brücke

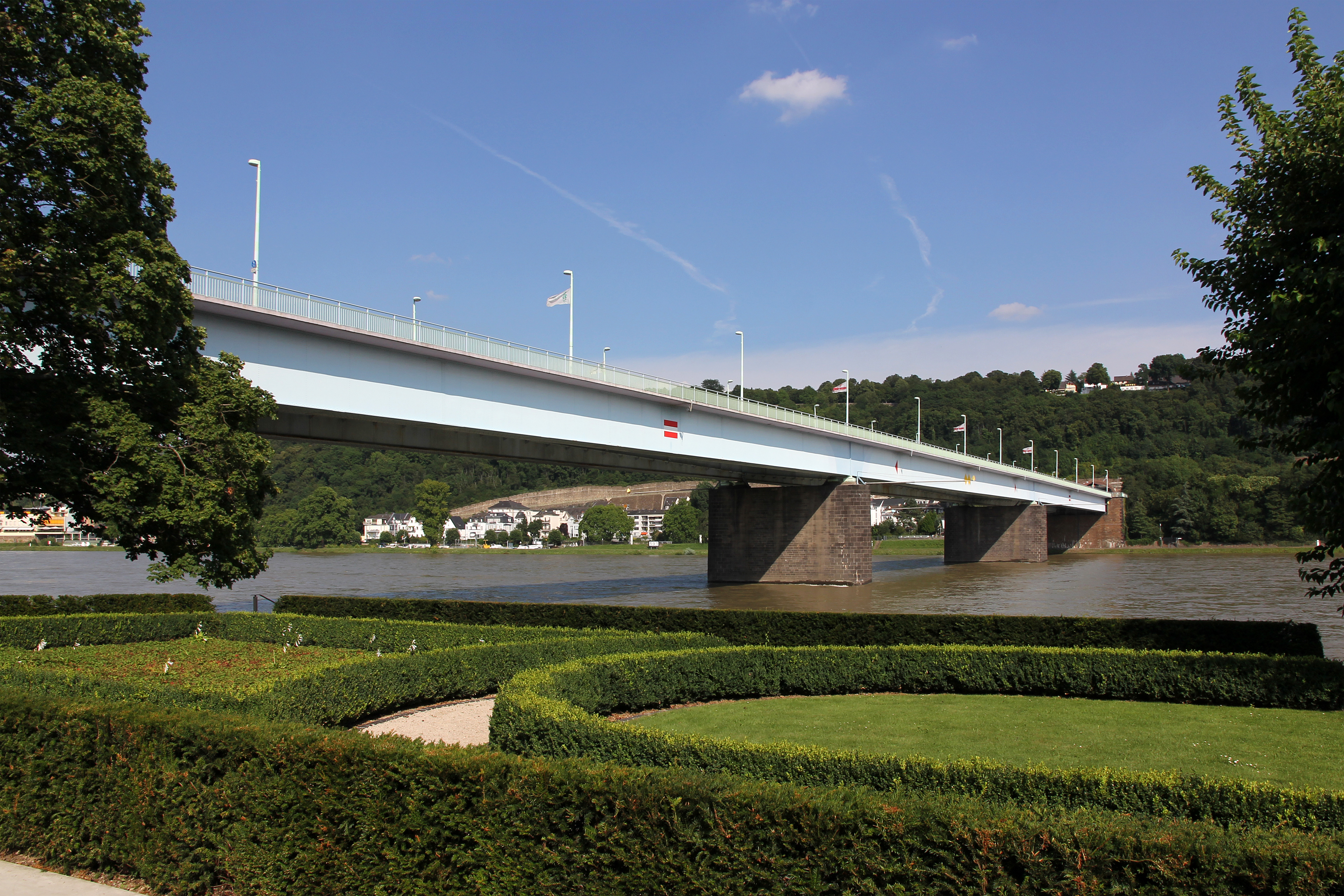
Die Pfaffendorfer Brücke gesehen von den Rheinanlagen

Wie alle Koblenzer Brücken wurde auch die Pfaffendorfer Brücke am 7. März 1945 von den sich zurückziehenden Einheiten der Wehrmacht gesprengt. Anfang 1946 begann bereits der Bau einer Behelfsbrücke. Die Zustimmung zum Wiederaufbau einer neuen festen Rheinbrücke erfolgte im Jahr 1950. Man hatte sich für eine Stahlbalkenbrücke entschieden. Der Neubau der Pfaffendorfer Brücke sollte die Wiederherstellung der Schiffbrücke für immer ausschließen. Die neue Brücke erhielt eine vierspurige Fahrbahn, danebenliegende Radwege von 1,60 m und beiderseits Gehwege von 2,60 m Breite. Am 18. Juli 1953 wurde die Brücke dem Verkehr übergeben. Die Behelfsbrücke wurde abgebrochen.
Anfang der 1960er Jahre wurde der Anschluss auf der Innenstadtseite neu geordnet. Nachdem bereits 1952 die Städtische Festhalle abgerissen und durch die nach hinten versetzte Rhein-Mosel-Halle ersetzt wurde, musste 1956 auch das Barbara-Denkmal der neuen Verkehrsplanung weichen. Damit wurde ein kreuzungsfreier Anschluss an den Friedrich-Ebert-Ring und an die Neustadt erreicht. Dies löste aber nicht das drängende Verkehrsproblem der Stadt. Autofahrer, die von der Hunsrückhöhenstraße (B 327) kamen und weiter in den Westerwald (B 49) wollten, mussten bisher das Nadelöhr über die Pfaffendorfer Brücke nutzen, was zu Staus in der Innenstadt führte. Besonders der Flaschenhals bzw. Engpass auf der Pfaffendorfer Seite verursachte diese Verkehrsprobleme. Der Bau einer Behelfsbrücke in diesem Bereich, die die aus Richtung Ehrenbreitstein kommenden Fahrzeuge auf die Brücke leitete, brachte nur geringe Verbesserung. Die Lösung für den Fernverkehr, aber auch für den Nah- und innerstädtischen Verkehr, war der Bau der großzügig angelegten Südtangente mit einer neuen Rheinbrücke, der 1975 fertiggestellten Südbrücke.
Um auch auf der östlichen Brückenseite einen kreuzungsfreien Anschluss an die B 42 zu verwirklichen, wurde am 27. Juni 2003 nach zwölfjähriger Bauzeit der 265 m lange Glockenbergtunnel eröffnet. Mit seinem Bau war auch die Erneuerung der über die Eisenbahnstrecke bzw. die Emser Straße führenden Zufahrten verbunden, die für den gewachsenen Verkehr nicht mehr ausreichten und starke Schäden aufwiesen. Damit wurde schließlich der Engpass auf der Pfaffendorfer Seite beseitigt.

### Brückenschäden und Neubau
Am 1. Oktober 2008 wurde die von Norden zur Pfaffendorfer Brücke führende Rampe, die über den ehemaligen Eisenbahnviadukt führt, wegen akuter Einsturzgefahr für den Verkehr gesperrt. Nachdem die Schäden provisorisch repariert wurden, konnte dieser Bereich am 27. November 2009 wieder freigegeben werden.

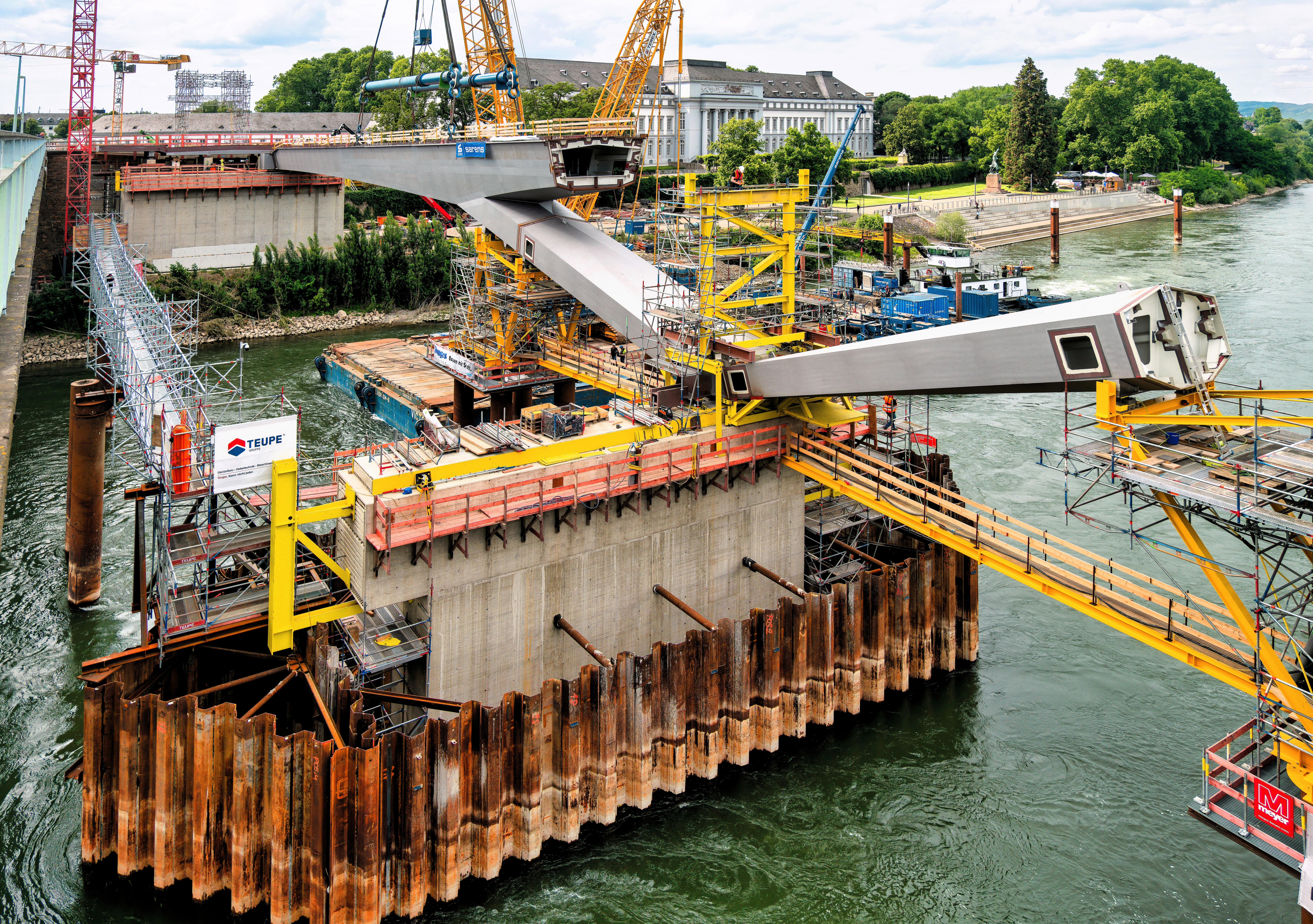
Bauarbeiten am Neubau (Juni 2025)

Wie zuvor schon bei der Koblenzer Europabrücke, wurde im Mai 2011 bekannt, dass auch die Pfaffendorfer Brücke starke Schäden aufweist. Die aus vier Teilen (Flussbrücke, Brückenstraße, Vorlandbrücke und Radwegbrücke) bestehende Rheinbrücke ist unterschiedlich geschädigt. Vor allem die Zufahrten (rechtsrheinische Brückenstraße und linksrheinische Vorlandbrücke) müssen dringend erneuert werden. Da eine Ertüchtigung unwirtschaftlich erschien, erfolgt ein völliger Neubau der Rheinquerung. Bei den zuerst schon für 2019 geplanten, nun 2021 einsetzenden Arbeiten muss vor allem beachtet werden, dass die historischen Unterbauten denkmalgeschützt sind und erhalten bleiben müssen. Um die wichtige Verkehrsader offen zu halten, die täglich von etwa 30.000 Fahrzeuge genutzt wird, wird das neue Brückenbauwerk neben der jetzigen Brücke errichtet und dann verschoben werden. Im Juli 2014 wurde mit der Sanierung von Stahlelementen der Übergangskonstruktion begonnen, um die Brücke bis zur Fertigstellung des Neubaus 2024 verkehrssicher zu halten. Auch die Brücke über die Neustadt von 1961 am Anschluss auf der Innenstadtseite ist geschädigt und muss bis zum Neubau gestützt werden. Aufgrund der gravierenden Schäden muss diese Brücke eventuell schon vor dem Neubau der eigentlichen Flussbrücke erneuert werden.
Der Neubau wird auch deshalb kompliziert werden, weil dabei die aktuellen Anforderungen der Schifffahrt beachtet werden müssen, was wohl bedeutet, dass die alten Strompfeiler abgetragen und mit größerem Abstand zueinander neu errichtet werden müssen, der Bau einer Brücke ohne Stütze im Strombereich wäre zwar möglich, würde aber eine Pylonkonstruktion wie bei der Raiffeisenbrücke in Neuwied erfordern, was in Koblenz aber wegen der Auswirkungen auf das Stadt- und Landschaftsbild ausgeschlossen ist. Die Breite der Brücke soll ebenfalls vergrößert werden, zudem ist eine bessere Orientierung am historischen Stadt- und Landschaftsbild erwünscht. Erste Kostenschätzungen belaufen sich auf 40 Millionen Euro.
Am 21. Mai 2019 wurde von der Stadt Koblenz beim Land Rheinland-Pfalz ein Bauantrag gestellt. Die Planfeststellung erfolgte am 4. März 2020. Seit Januar 2023 hat der Neubau der Pfaffendorfer Brücke begonnen. Die Bauzeit ist auf fünf Jahre terminiert und soll nach aktuellen Planungen ca. 181 Mio. Euro kosten. Hiervon übernimmt das Land Rheinland-Pfalz etwa 80,7 Mio. Euro, wodurch der Neubau der Pfaffendorfer Brücke zu den derzeit größten Infrastrukturprojekten in Rheinland-Pfalz zählt.

## Bau
Die Pfaffendorfer Brücke ist eine 311,32 m lange Balkenbrücke über den Rhein mit zwei außen liegenden Hohlkästen. Die Widerlager auf beiden Uferseiten ruhen auf den historischen Teilen der Vorgängerbrücke.
Von der alten Brücke sind linksrheinisch die beidseitigen Brückentürme, die bis auf das Straßenniveau abgebrochen und auf der heutigen Brücke durch rechteckige Ausbuchtungen erkennbar sind, sowie ein überdeckter Rundturm an der Nordabzweigung und der kasemattierte Eisenbahnviadukt (heute Straßenzufahrt von Norden) auf der rechten Rheinseite erhalten. Die Bauteile sind in hellen Sandsteinquadern ausgeführt. Die Schießscharten in den Verbindungsmauern und die Fenster und die Kanten der Brückentürme sind durch dunkleren Stein abgesetzt.
Auf der linken Rheinseite sind der Landbogen mit der Königshalle und die südliche Stirnwand der ehemaligen Rheinanschlusskaserne sichtbar geblieben. Alle Bauteile wurden aus hellem Sandstein errichtet, wobei Schießscharten an den Verbindungsmauern sowie die Fenster und Kanten an den Brückentürmen mit dunkleren Steinen hervorgehoben sind. Die Bögen des Viadukts wurden zu Lagerräumen umfunktioniert und deshalb mit Tür- und Fensteröffnungen geschlossen.

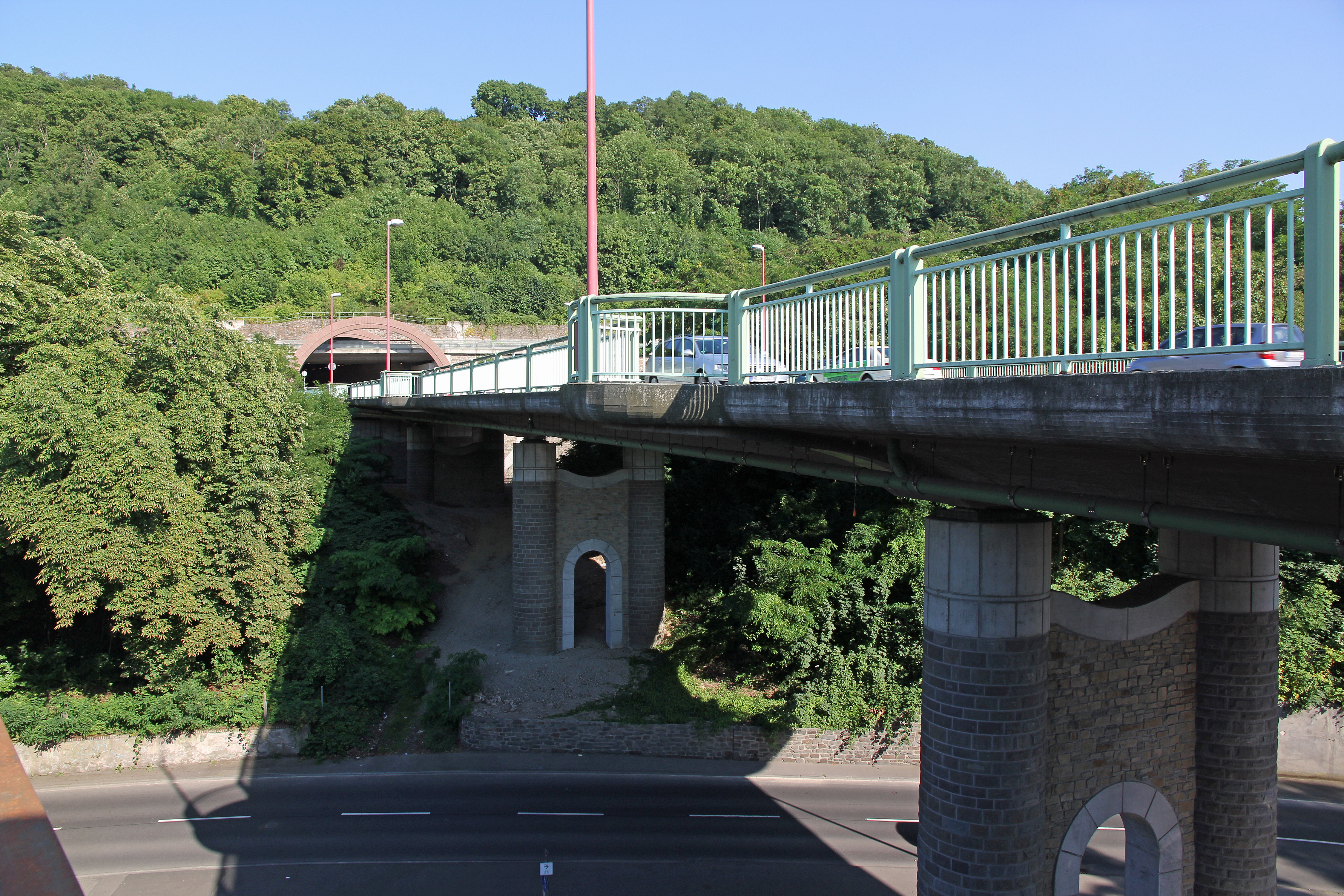
Vorlandbrücke zum Glockenbergtunnel
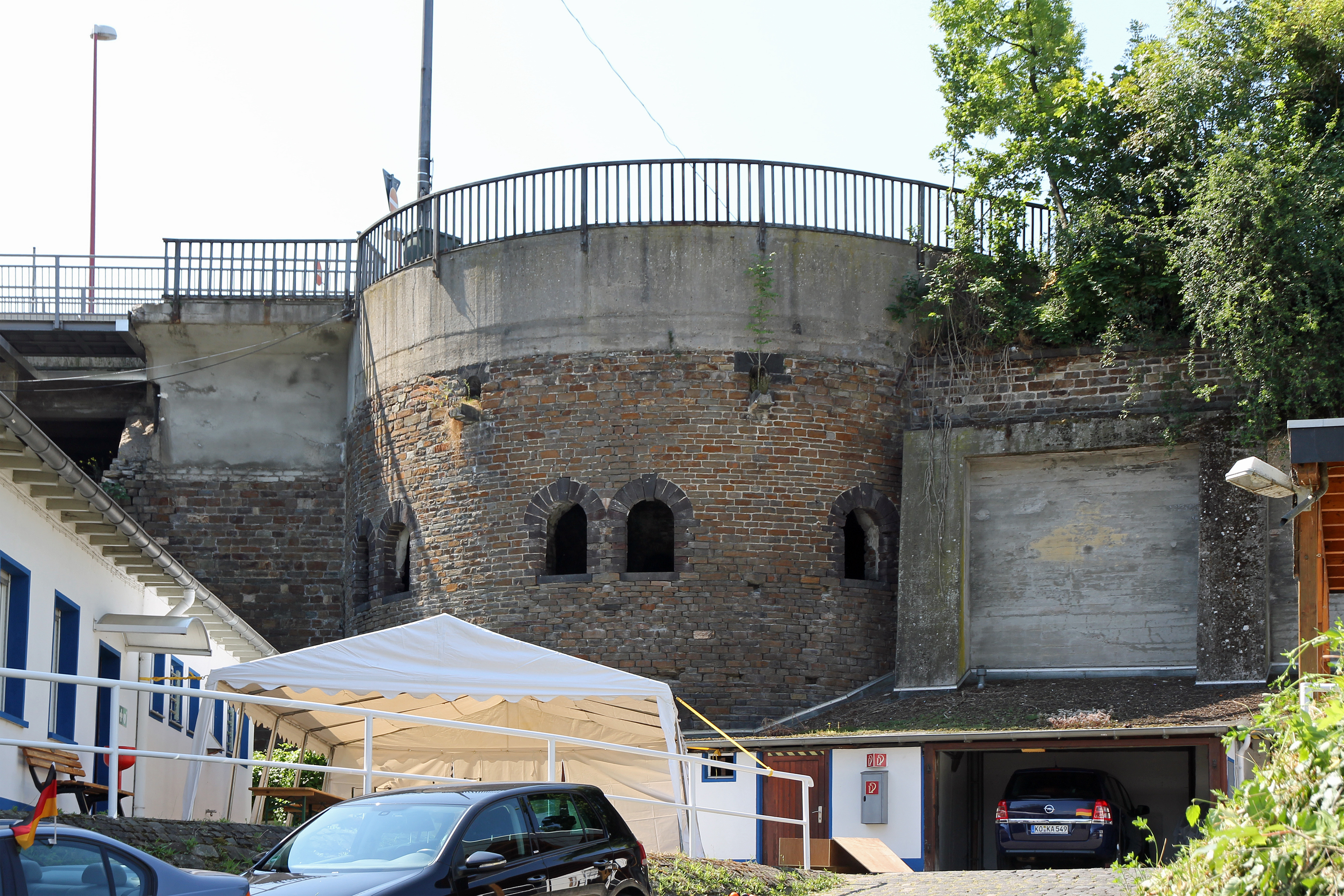
Der Rundturm auf der Pfaffendorfer Seite, oben links die Brückenschäden an der Nordzufahrt
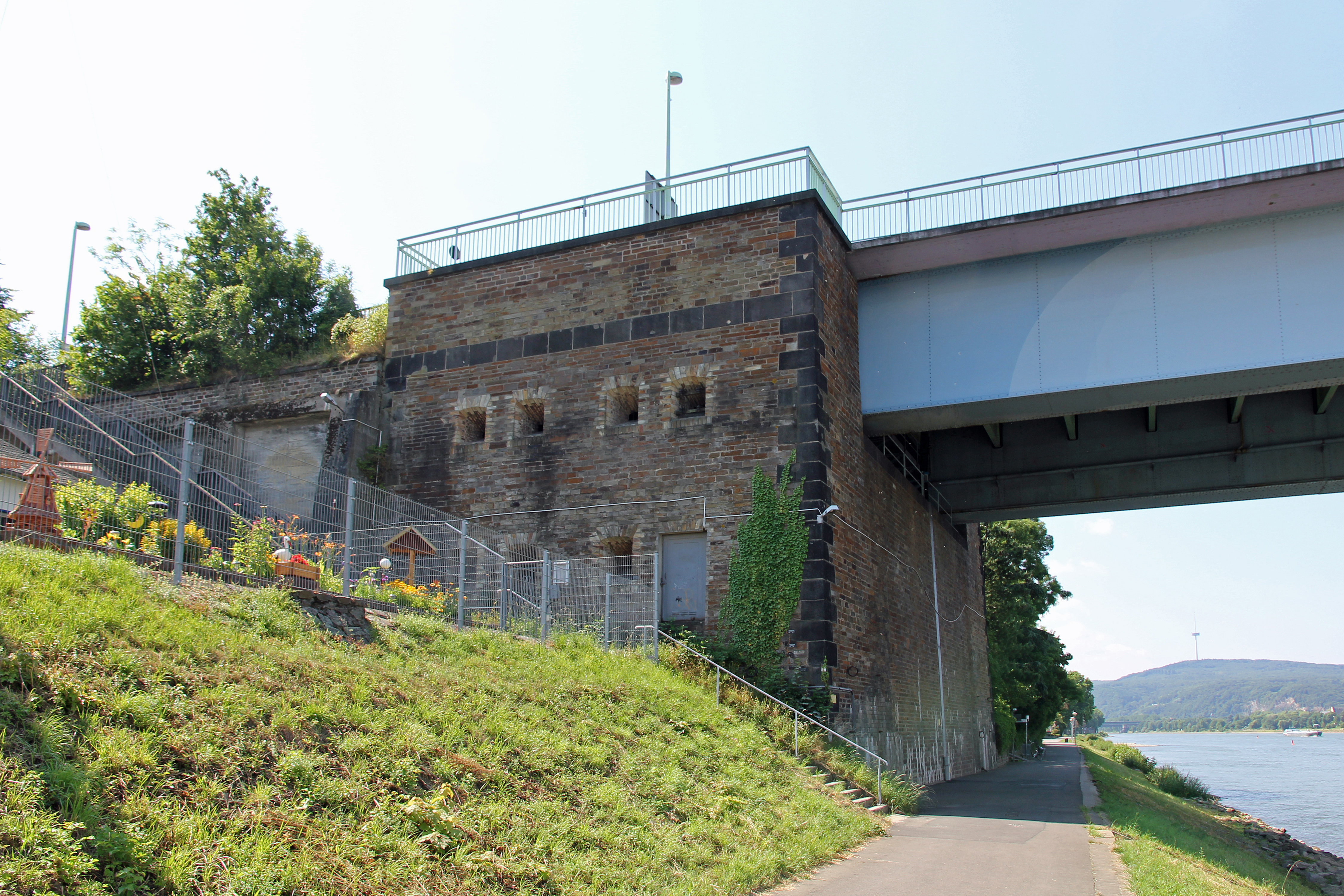
Ehemaliger Brückenturm auf der Pfaffendorfer Seite
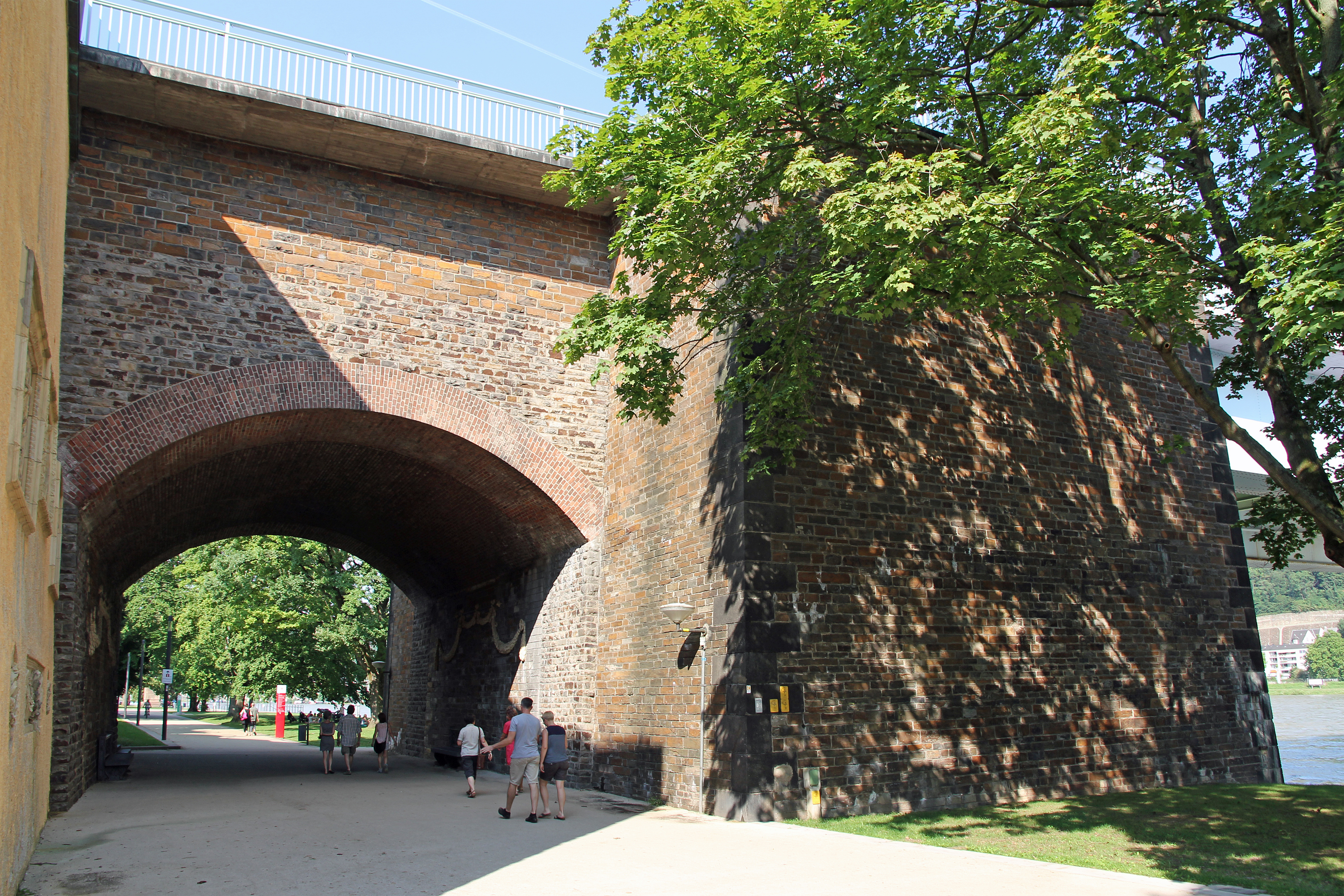
Die Königshalle in den Rheinanlagen und der ehemalige Brückenturm

## Denkmalschutz
Die Unterbauten der Pfaffendorfer Brücke sind geschützte Kulturdenkmale nach dem Denkmalschutzgesetz (DSchG) und in der Denkmalliste des Landes Rheinland-Pfalz eingetragen. Sie liegen linksrheinisch in Koblenz-Südliche Vorstadt in der Denkmalzone Kaiserin-Augusta-Anlagen und rechtsrheinisch in Koblenz-Pfaffendorf.
Seit 2002 ist die Pfaffendorfer Brücke Teil des UNESCO-Welterbes Oberes Mittelrheintal.